# 弗吉尼亚·朱弗雷
弗吉尼亚·路易斯·朱弗雷（英語：Virginia Louise Giuffre，原姓罗伯茨；1983年8月9日—2025年4月25日）是一位美籍澳大利亚女權活動家，也是第一个公开站出来指控儿童性罪犯杰弗里·爱泼斯坦的受害者。朱弗雷于2015年在美国创立了非营利组织“受害者拒绝沉默”（Victims Refuse Silence），该组织于2021年11月更名为“发声、行动、重建”（Speak Out, Act, Reclaim，简称SOAR）。她向多家美国和英国记者详细讲述了自己被爱泼斯坦和格希莱恩·麦克斯韦尔虐待和贩卖的经历。
朱弗雷对爱泼斯坦和麦克斯韦提起了刑事和民事诉讼，并直接向公众呼吁正义与关注。她于2015年起诉麦克斯韦诽谤，该案于2017年以未公开的金额达成和解，朱弗雷胜诉。2019年7月2日，美国第二巡回上诉法院下令解封朱弗雷对麦克斯韦提起的早期民事诉讼文件。2019年8月9日，朱弗雷诉讼中的第一批文件向公众发布，进一步牵连了爱泼斯坦、麦克斯韦尔及其多名同伙。次日，爱泼斯坦被发现在曼哈顿监狱牢房内死亡。
2019年10月，朱弗雷接受了BBC《全景》的采访，该节目于12月2日播出，她描述了自己被爱泼斯坦性贩卖给英国安德鲁王子的经历，这有助于改变公众对王子的看法。随后，她在纽约民事法院起诉了安德鲁王子。2022年2月，双方达成和解，安德鲁王子向朱弗雷支付了一笔未披露的金额，并向她的慈善机构捐款。

## 早年生活
弗吉尼亚·朱弗雷原名弗吉尼亚·路易斯·罗伯茨，1983年8月9日出生于加利福尼亚州沙加缅度，父母是斯凯·威廉·罗伯茨和林恩·特鲁德·卡贝尔。她有两个继兄弟，斯凯和丹尼尔。在她四岁时，全家搬到棕榈滩县洛克萨哈奇。据报道，她来自一个“问题家庭”，从七岁起就被一位亲密的家庭朋友猥亵。“我当时还很小就已经心灵受创，我逃离了那个环境，”她在2019年的《全景》节目中说。朱弗雷告诉《迈阿密先驱报》，她从“一个受虐的环境，变成了流浪者，住在寄养家庭”。14岁时，她在街头流浪，她说在那里只找到了“饥饿、痛苦和[更多的]虐待”。后来，她在迈阿密被65岁的性贩卖者罗恩·埃平格虐待。朱弗雷与埃平格生活了大约6个月。据报道，埃平格经营着一个名为“完美10”的模特经纪公司，作为国际性贩卖的幌子。他被联邦调查局突袭，后来承认了为卖淫走私外国人、为卖淫跨州旅行和洗钱的指控。
14岁时，朱弗雷与父亲团聚并回到他身边生活。她的父亲在唐纳德·特朗普拥有的马阿拉歌庄园担任维修经理，并帮助朱弗雷在那里找到了一份工作。她就读于皇家棕榈滩高中。

## 与爱泼斯坦的关系（2000-2002）
2000年中期，朱弗雷在唐纳德·特朗普的私人马阿拉歌俱乐部担任水疗服务员时遇到了格希莱恩·麦克斯韦尔，当时她正在读一本关于按摩疗法的书。麦克斯韦是英国社交名流、已故媒体大亨罗伯特·麦克斯韦的女儿，她走近朱弗雷，注意到她正在阅读的书，询问她对按摩的兴趣，并为她提供了一份为爱泼斯坦工作的旅行按摩师的潜在工作，声称不需要经验。当朱弗雷到达爱泼斯坦的棕榈滩家中时，她说爱泼斯坦赤身裸体躺着，麦克斯韦告诉她如何按摩他。“他们看起来像好人，所以我信任他们，我告诉他们我之前的生活非常艰难——我曾是逃亡者，曾遭受性虐待和身体虐待……那是我能告诉他们的最糟糕的事情，因为现在他们知道我有多脆弱，”朱弗雷说。朱弗雷表示，在麦克斯韦将她介绍给杰弗里·爱泼斯坦后，两人迅速开始以培训她成为专业按摩师为幌子，诱导她提供性服务。
2000年至2002年间，朱弗雷与爱泼斯坦和麦克斯韦关系密切，往返于爱泼斯坦在棕榈滩和曼哈顿（在赫伯特·N·斯特劳斯之家）的住所之间，并额外前往爱泼斯坦在新墨西哥州的佐罗牧场和私人岛屿小圣詹姆斯岛。在《迈阿密先驱报》的调查新闻系列“正义的扭曲”中，朱弗雷描述了她在两年半的时间里被爱泼斯坦贩卖，为他和他的多名商业伙伴提供按摩和性服务的经历。在她接受BBC采访时，朱弗雷说她“像一盘水果一样”被传递给爱泼斯坦的强大同伙，并乘坐私人飞机环游世界。
关于2001年3月她据称被贩卖给安德鲁王子的那次事件，她在采访中表示，那是一个“邪恶”和“非常可怕的时期”，她“无法理解政府最高层如何允许这种事情发生。不仅允许，还参与其中”。在去夜总会后，朱弗雷说麦克斯韦告诉她，“为安德鲁做我为杰弗里做的事”。在2019年从封印中解封的法庭文件中，朱弗雷声称爱泼斯坦和麦克斯韦指示她与包括对冲基金经理格伦·杜宾、律师艾伦·德肖维茨、政治家比尔·理查森、已故麻省理工学院科学家马文·明斯基、律师乔治·J·米切尔和MC2模特经纪人让-吕克·布鲁内尔在内的几个人发生性关系。许多人否认了朱弗雷的指控。
2002年9月，19岁的朱弗雷飞往泰国，参加了清迈的国际培训按摩学校。麦克斯韦为她提供了前往泰国的机票，并指示她与一个特定的泰国女孩会面，带她回美国给爱泼斯坦。2002年在泰国的按摩学校期间，她遇到了澳大利亚武术教练罗伯特·朱弗雷，两人很快结婚。她联系了爱泼斯坦，告诉他她不会按计划返回。她和丈夫在澳大利亚开始了生活和家庭，朱弗雷断绝了与爱泼斯坦和麦克斯韦的联系。五年间，朱弗雷和丈夫与年幼的孩子在澳大利亚过着平静的生活。

### 首次与当局接触
2005年3月，朱弗雷仍在澳大利亚安家时，棕榈滩警察局在一名14岁女孩和她的父母报告爱泼斯坦的行为后开始调查他。该女孩描述被一名高中女同学招募到爱泼斯坦的豪宅为他按摩以换取金钱，随后他猥亵了她。到2005年10月，警方收集了越来越多的女孩关于类似性虐待指控的清单，爱泼斯坦的管家证实了她们的说法，并获得了对他棕榈滩房产的搜查令。
警察侦探注意到，所有指控者都描述了类似的模式，爱泼斯坦会要求她们为他按摩，然后在按摩期间性侵她们。警方在搜查爱泼斯坦的垃圾时，发现了写有女孩电话号码的纸条。其中一名女孩在接受警方询问时接到了爱泼斯坦助手的电话。
朱弗雷告诉《迈阿密先驱报》，她在2007年三天内连续接到一系列电话。第一次是麦克斯韦打来的，一天后是爱泼斯坦打来的，两人都问她是否与当局谈过话，第三次是一个联邦调查局特工的电话，称朱弗雷在对爱泼斯坦的第一次刑事案件中被确认为受害者。她拒绝与联邦调查局详细交谈，直到六个月后，澳大利亚联邦警察亲自联系她。
照片、记录和证人证实了朱弗雷关于她与爱泼斯坦在一起时的大部分陈述。

## 法律诉讼

### 对爱泼斯坦的第一次刑事案件
2006年，在朱弗雷首次被当局联系的前一年，棕榈滩警察局已经掌握了越来越多的针对爱泼斯坦的证据，并签署了一份可能原因宣誓书，指控他犯有多项与未成年人进行非法性行为的罪行。爱泼斯坦聘请了一个由强大律师组成的团队，包括艾伦·德肖维茨、杰克·戈德伯格、肯·斯塔尔和杰伊·莱夫科维茨，为他辩护。随着案件的进展，警察局长迈克尔·赖特对州检察官和当时的州检察官巴里·克里舍尔处理案件的方式感到震惊。2006年5月1日，赖特要求克里舍尔退出此案；克里舍尔拒绝后，赖特局长将证据移交给了联邦调查局以进行联邦起诉。赖特最初希望联邦调查局能够彻底调查并将此事了结，但2007年，佛罗里达州南区美国检察官亚历山大·阿科斯塔决定不在联邦法院起诉爱泼斯坦，并将案件退回地方管辖区。
首席警探约瑟夫·雷卡雷声称，州检察官起初热衷于对爱泼斯坦采取刑事行动，但“当律师艾伦·德肖维茨介入后，一切都发生了变化”。克里舍尔随后决定采取不寻常的行动，将爱泼斯坦的案件提交给大陪审团，并只提交了一名女孩的证词。爱泼斯坦的法律团队在与阿科斯塔谈判认罪协议时积极寻求让步并拖延了进程。阿科斯塔称爱泼斯坦的律师的策略是“对起诉和检察官的年度攻击”，最终在2008年签署了有争议的不起诉协议，该协议是在未通知受害者的情况下达成的，后来被认定违反了犯罪受害者权利法。
赖特表示，州和联邦检察官对爱泼斯坦案件的处理是现代“刑事司法系统最严重的失败”。

### 犯罪受害者权利法诉讼（2008-2019）
2008年，布拉德利·爱德华兹和保罗·G·卡塞尔提起了诉讼（Jane Doe诉美国），指控美国司法部在对爱泼斯坦的第一次刑事案件中违反了犯罪受害者权利法，未能让多名受害者对他的认罪协议提出异议。爱泼斯坦起诉布拉德利·爱德华兹民事敲诈，但后来撤诉；爱德华兹反诉恶意起诉，结果爱泼斯坦向律师公开道歉，并于2018年12月以未披露的金额和解。爱德华兹表示，他代表几名爱泼斯坦的指控者，包括朱弗雷，他们最大的愿望是在联邦法院听取他们的指控，以推翻不起诉协议。爱德华兹说，“他们愿意说话。他们想分享他们的故事。这是他们康复的一部分。”
2019年2月，地区法官肯尼思·马拉裁定，检察官违反了犯罪受害者权利法所规定的受害者权利。

### 受害者民事诉讼
2009年5月，朱弗雷以Jane Doe 102的身份对爱泼斯坦提起诉讼，指控麦克斯韦尔在未成年时将她招募到性贩卖的生活中。到2009年底，数十名爱泼斯坦的受害者对爱泼斯坦提起了民事诉讼。所有诉讼都以未披露的金额和解。2022年1月，解封的文件显示，2009年案件Jane Doe No. 102诉杰弗里·爱泼斯坦的和解金额为50万美元（相当于2024年的$733,000）和其他未指定的“有价对价”。

### 决定公开发声

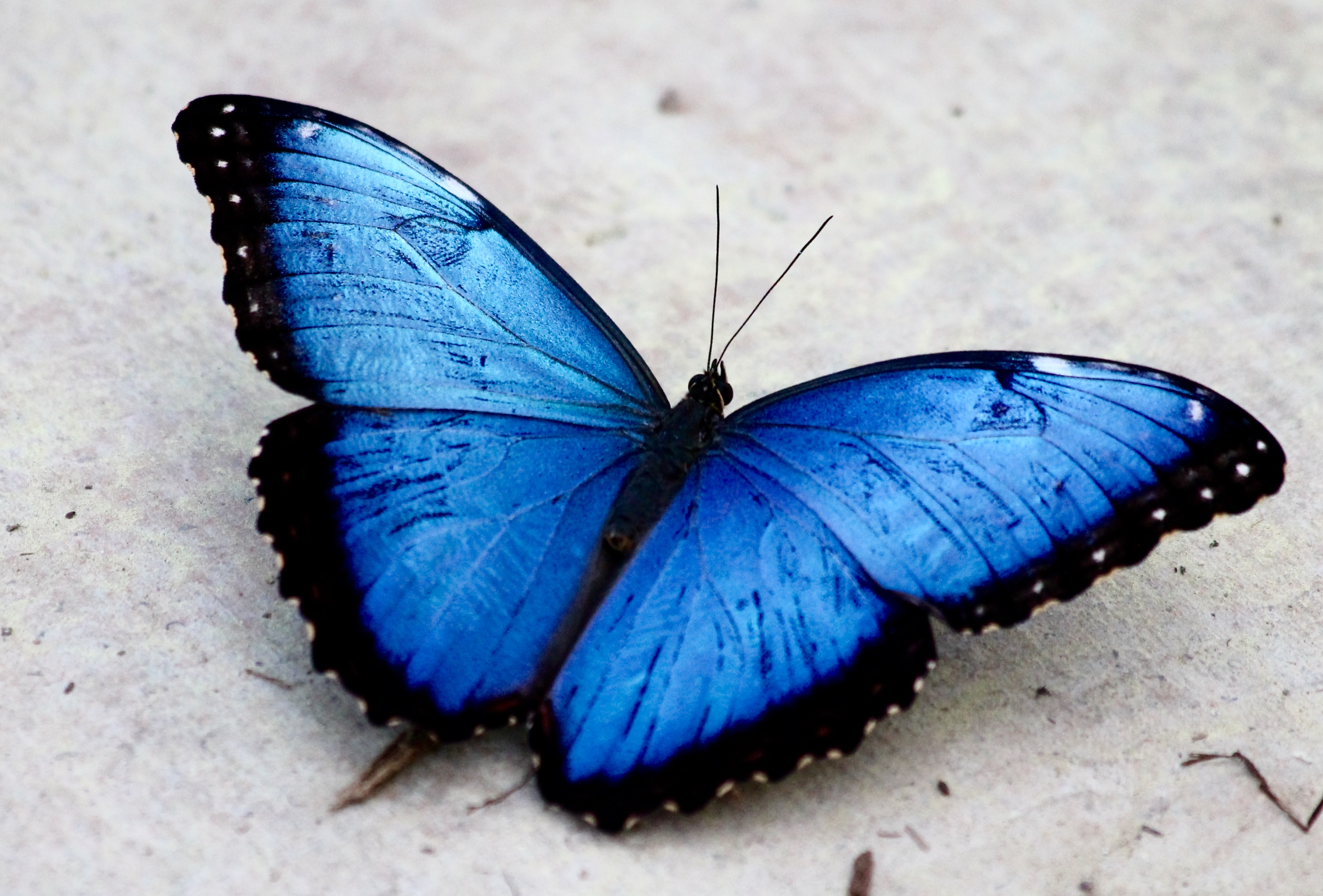
“发声、行动、重建”（SOAR）使用蓝色蝴蝶作为性虐待幸存者转变和赋权的象征。

朱弗雷将2010年1月7日女儿的出生作为她决定公开并开始谈论自己性虐待和交易经历的日期，尽管这存在风险。《名利场》表示，朱弗雷的故事于2011年3月首次在《星期日邮报》上公开；报道包括一张照片，显示安德鲁王子在麦克斯韦位于伦敦贝尔格莱维亚的家中搂着她的腰。联邦调查局特工再次与朱弗雷接触，这次是在2011年悉尼的美国领事馆，在她公开对爱泼斯坦的指控后不久。
2014年12月，朱弗雷为她的组织“受害者拒绝沉默”建立了框架。该组织于2015年注册为501(c)(3)非营利组织。“受害者拒绝沉默”的目标是“帮助幸存者克服性虐待受害者通常经历的羞耻、沉默和恐吓，并帮助其他人避免成为性贩卖的受害者”。对于她的组织，朱弗雷使用了蓝色Morpho蝴蝶的形象，象征着受害者转变为幸存者的转变和赋权。蓝色是国际人口贩运意识的颜色。美国将1月定为人口贩运意识月，1月11日为全国穿蓝日。朱弗雷的慈善机构于2021年11月更名为“发声、行动、重建”（SOAR）。

### 对安德鲁王子的指控和和解

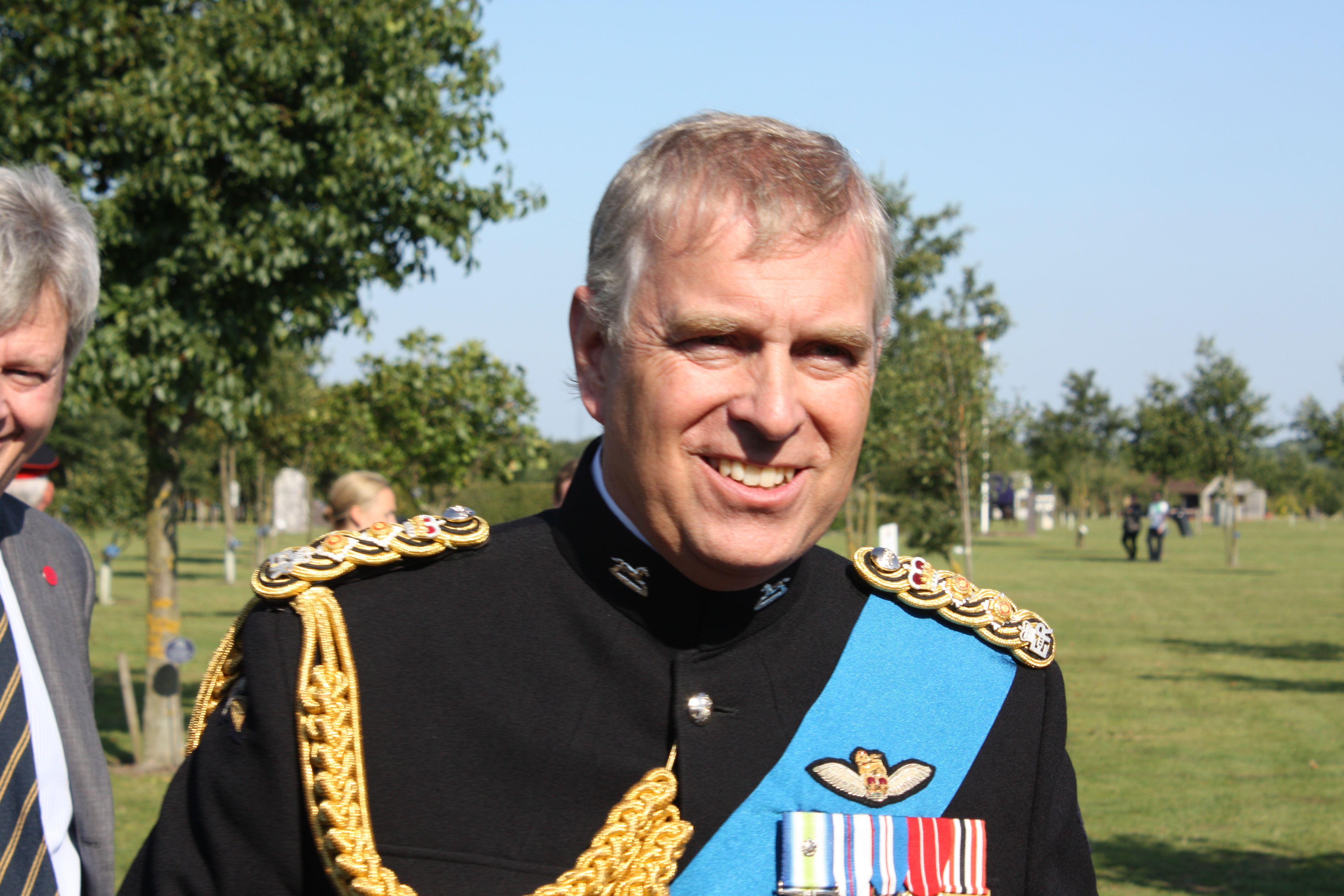
2011年安德鲁王子在国家纪念树木园

2014年12月，朱弗雷在佛罗里达州法院提交的文件中（旨在纳入2008年犯罪受害者权利法诉讼）描述了她在2001年17岁时被贩卖给安德鲁王子，并至少三次与他发生性关系。她声称爱泼斯坦和格希莱恩·麦克斯韦尔将她带到伦敦的Tramp夜总会，在那里她遇到了安德鲁并与他跳舞，后来在去麦克斯韦贝尔格莱维亚住所的路上，麦克斯韦指示朱弗雷“为（安德鲁王子）做你为杰弗里做的事”。她声称爱泼斯坦在她与公爵在伦敦发生性关系后支付了她15,000美元。
一张照片显示朱弗雷、安德鲁王子和麦克斯韦在麦克斯韦的公寓中，这张照片自2011年以来广为流传。安德鲁王子担任英国贸易特使十年的角色于2011年7月终止，据报道他与爱泼斯坦断绝了所有联系。麦克斯韦在服刑期间向几名采访者表示，她认为这张照片是假的。在指控之后，《星期日邮报》（2011年首次发布这张照片）与摄影师迈克尔·托马斯联系，他拍了39张照片的正反面。照片背面的时间戳显示，它于2001年3月13日冲洗——据称安德鲁与朱弗雷发生性行为的三天后——并在佛罗里达州朱弗雷前家附近的Walgreens一小时照片实验室冲洗。
据称与安德鲁的第二次性接触发生在爱泼斯坦的纽约豪宅。在法庭文件中，朱弗雷声称与安德鲁王子的第三次接触是在小圣詹姆斯岛上的一场狂欢，涉及她、几名来自东欧的未成年女孩、王子和爱泼斯坦本人。
2015年，英国王室发言人表示，“任何关于与未成年人发生不当行为的暗示都是绝对不真实的”，后来重申了否认。朱弗雷的律师要求公爵就指控发表宣誓声明，但未得到回应。

#### 发起民事诉讼：《弗吉尼亚·朱弗雷诉安德鲁王子》（2021年）及和解
2021年8月9日，朱弗雷在纽约提起民事诉讼，指控英国安德鲁王子，声称她在2000年代初16岁和17岁时被爱泼斯坦贩卖后，被迫与王子发生多次性关系。安德鲁否认了朱弗雷的指控。2022年1月12日，法官刘易斯·A·卡普兰驳回了安德鲁撤销案件的尝试，允许性虐待诉讼继续进行。
2022年2月15日，双方达成庭外和解，王子向朱弗雷的慈善机构捐赠了一大笔钱。作为和解的一部分，安德鲁王子承认“众所周知，杰弗里·爱泼斯坦多年来贩卖了无数年轻女孩”，他“对与爱泼斯坦的交往感到后悔，并赞扬朱弗雷女士和其他幸存者的勇敢，他们为自己和其他人挺身而出。”安德鲁承诺“通过支持打击性贩卖的邪恶和支持其受害者来证明他对与爱泼斯坦交往的后悔。”
和解金额估计为1200万英镑，其中一部分捐赠给了朱弗雷创立的性贩卖幸存者倡导慈善机构SOAR（发声、行动、重建）。

### 对艾伦·德肖维茨的指控及相关诉讼
朱弗雷声称，爱泼斯坦将她性贩卖给律师、哈佛大学法学名誉教授艾伦·德肖维茨至少六次，第一次是在她16岁时。他否认了这些指控。德肖维茨在2008年爱泼斯坦的刑事定罪中为他辩护，并帮助他谈判了有争议的不起诉协议。
这些指控首次出现在2014年12月30日佛罗里达州法院的律师布拉德利·J·爱德华兹和保罗·G·卡塞尔的提交文件中，声称德肖维茨是参与与未成年人发生性行为的几位知名人物之一，包括安德鲁王子。朱弗雷的宣誓书旨在纳入2008年指控司法部在爱泼斯坦第一次刑事案件中违反犯罪受害者权利法的诉讼（Jane Doe诉美国）。德肖维茨强烈否认了朱弗雷声明中的指控，并寻求吊销提起诉讼的律师爱德华兹和卡塞尔的律师执照。爱德华兹和卡塞尔于2015年起诉德肖维茨诽谤；他反诉。双方于2016年以未披露的财务和解。
在德肖维茨否认后，朱弗雷表示，“我不会被恐吓回沉默。”
2014年，朱弗雷由斯坦利·波廷格代理，他的公司专门处理涉及妇女和儿童的性虐待案件。波廷格预见到朱弗雷在指控极其富有和有权势的个人时将面临的挑战，他寻找了一位能够应对这一挑战的律师。在波廷格的请求下，大卫·博伊斯及其公司博伊斯·席勒·弗莱克斯纳于2014年开始免费代理朱弗雷。博伊斯代表了几名爱泼斯坦的指控者。除了博伊斯，朱弗雷的律师还包括布拉德·爱德华兹和保罗·卡塞尔。

#### 发起民事诉讼：《弗吉尼亚·朱弗雷诉艾伦·德肖维茨》（2019年）
2019年4月，朱弗雷在纽约联邦法院对艾伦·德肖维茨提起民事诽谤诉讼，大卫·博伊斯担任她的律师。
同月，玛丽亚·法默提交了一份支持朱弗雷对德肖维茨的诽谤诉讼的宣誓书，称她在1995-1996年担任爱泼斯坦前台接待员时，经常在纽约豪宅遇到德肖维茨，当时有未成年女孩在场。
6月，德肖维茨提出驳回朱弗雷的诉讼（后来被拒绝）和取消博伊斯公司代理她的资格（后来获得批准）的动议。朱弗雷在2019年9月表示，她继续坚持对德肖维茨的不当行为指控。德肖维茨指责博伊斯迫使朱弗雷提供虚假证词，作为回应，博伊斯于2019年11月起诉德肖维茨诽谤。
2019年10月，查尔斯·库珀在法官裁定博伊斯不能继续担任朱弗雷的律师后，接手代理朱弗雷对德肖维茨的诽谤诉讼，因为德肖维茨声称她与律师共谋提出虚假指控，使博伊斯成为潜在证人。博伊斯对德肖维茨提起单独的诽谤诉讼，称他暗示自己迫使朱弗雷提出虚假指控。
2022年11月8日，在朱弗雷、博伊斯和德肖维茨的律师提交联合声明后，所有指控都被驳回，双方都没有支付费用。朱弗雷表示，她可能在识别德肖维茨时犯了错误。

### 其他民事案件

#### 弗吉尼亚·罗伯茨宣誓书（2014年）
2015年1月，朱弗雷在佛罗里达州提交了法庭文件，声称爱泼斯坦将她贩卖给安德鲁王子和艾伦·德肖维茨。在宣誓书中，她声称麦克斯韦是爱泼斯坦的鸨母。2015年4月，联邦法官裁定朱弗雷不能加入联邦犯罪受害者权利法诉讼，她的宣誓书被从案件中删除。

#### 《弗吉尼亚·朱弗雷诉格希莱恩·麦克斯韦尔》（2015年）
由于朱弗雷的指控和麦克斯韦的评论，朱弗雷于2015年9月在纽约联邦法院起诉麦克斯韦诽谤。经过多次法律对抗，该案于2017年6月秘密和解，据报道麦克斯韦向朱弗雷支付了“数百万美元”。

#### 《丽娜·奥诉弗吉尼亚·朱弗雷》（2021年）
丽娜·奥于2021年10月起诉朱弗雷诽谤。朱弗雷指控奥帮助爱泼斯坦贩卖女孩，而奥坚称自己是受害者，从未帮助过贩运者。2022年，奥在法庭文件中指控朱弗雷在爱泼斯坦的注视下未经同意触摸她，但朱弗雷否认了这一说法。她声称奥在为爱泼斯坦进行的虐待游戏中割伤了她，但奥否认了这一点。奥还声称朱弗雷招募和虐待未成年人。

### 对爱泼斯坦的第二次刑事案件
2019年7月6日，杰弗里·爱泼斯坦在新泽西州的泰特波罗机场被捕，并被纽约南区公共腐败部门的检察官指控性贩卖和性交易共谋。在起诉书中，爱泼斯坦被指控向未成年女孩招揽按摩，活动变得越来越性化，然后招募女孩为报酬招募其他未成年受害者。纽约南区美国检察官杰弗里·伯曼呼吁爱泼斯坦的其他受害者挺身而出。联邦起诉书还列出了爱泼斯坦的付费“员工和同伙”在安排受害者方面的关键作用。
在他被捕一个月后，2019年8月10日，爱泼斯坦被发现在曼哈顿监狱牢房内死亡，据报道是上吊自杀。
2019年8月29日，在爱泼斯坦死亡19天后，地区法官理查德·伯曼驳回了对爱泼斯坦的所有性贩卖指控，案件结案。伯曼法官对爱泼斯坦的指控者表示支持，称他邀请她们在2019年8月27日的听证会上公开发言，“以尊重受害者勇敢站出来的艰难决定”。朱弗雷是16名公开在听证会上发言的女性之一，其他人包括阿努斯卡·德·乔治乌、萨拉·兰瑟姆、珍妮弗·阿拉兹、肖恩泰·戴维斯、考特尼·怀尔德、特蕾莎·J·赫尔姆和玛丽克·查尔图尼。在听证会上，朱弗雷表示，“清算不能结束。它必须继续。他不是独自行动的。我们受害者知道这一点。”检察官表示，他们将继续调查潜在的共谋者。

## 媒体报道和露面
朱弗雷与萨凡纳·古思里一起出现在NBC的特别版《今日秀》中，与受害者阿努斯卡·德·乔治乌、蕾切尔·贝纳维德斯、珍妮弗·阿拉兹、玛丽克·查尔图尼和肖恩泰·戴维斯讨论爱泼斯坦丑闻。该特别节目名为“清算”，于2019年9月20日播出。
朱弗雷还接受了《澳大利亚60分钟》的采访，该节目于2019年11月10日播出。在节目中，她描述了自己被爱泼斯坦和麦克斯韦贩卖给安德鲁王子三次性关系的经历：第一次是在伦敦麦克斯韦的贝尔格雷维亚住所，第二次是在爱泼斯坦的纽约豪宅，第三次是在小圣詹姆斯岛上的一场狂欢，涉及多名女孩和王子。
朱弗雷还在2019年10月接受了BBC的采访，描述了她被爱泼斯坦性贩卖给安德鲁王子的经历，节目名为“王子与爱泼斯坦丑闻”，于2019年12月2日播出。在节目中，朱弗雷直接向公众呼吁：“我恳求英国人民站在我身边，帮助我打这场战斗，不要接受这是可以的。”
BBC记者艾米莉·梅特利斯对安德鲁王子进行了《新闻之夜》采访，讨论朱弗雷的指控和王子与爱泼斯坦的友谊，节目于2019年11月16日播出。公众对王子在采访中的行为的反应是压倒性的不满；这与朱弗雷的公开呼吁相结合，帮助导致了英国公众舆论的广泛转变。王子于2019年11月20日辞去了王室职务，多家与他有关的组织和慈善机构断绝了联系。尽管王子承诺协助当局，但2020年1月，美国检察官杰弗里·伯曼表示，安德鲁王子在联邦调查局和纽约南区要求就爱泼斯坦调查采访他时“零合作”。
2020年7月，在麦克斯韦被联邦起诉后，朱弗雷接受了盖尔·金为《CBS今晨》的采访。
朱弗雷和其他爱泼斯坦性贩卖网络的幸存者出现在四集纪录片系列《幸存杰弗里·爱泼斯坦》中，该片于2020年8月9日在Lifetime首播。

## 写作
朱弗雷写了一本未出版的回忆录，名为《亿万富翁的花花公子俱乐部》，描述了她与埃平格和爱泼斯坦的经历。该书在2015年朱弗雷对格希莱恩·麦克斯韦尔的诉讼中作为证据提交，并于2019年解封。

## 个人生活
2002年与罗伯特·朱弗雷结婚后，弗吉尼亚在新南威尔士州中央海岸格伦宁谷生活了11年。2013年11月，全家搬回美国，最初在佛罗里达州待了几年，后来在2015年搬到科罗拉多州。2019年，有报道称弗吉尼亚·朱弗雷与丈夫罗伯特和三个孩子（两个儿子和一个女儿）住在昆士兰州的凯恩斯。2020年，她与家人搬到西澳大利亚州珀斯的海洋礁。到2025年初，朱弗雷与丈夫分居。她的兄弟和嫂子表示，她早在2023年8月就与罗伯特分居了。2025年，维吉尼亚表示，丈夫在他们共同生活期间和最近都对她进行了身体虐待。她随后被指控违反了罗伯特提出的家庭暴力限制令，并安排了法庭听证会。在事故后几天（见下文#住院和死亡），她在接受媒体采访时否认违反了任何此类命令，并补充说她将“对他的恶意指控进行辩护”。

## 住院和死亡
2025年3月31日，朱弗雷在Instagram上发帖称，她的车与一辆以70 mph（110 km/h）行驶的巴士相撞，导致她陷入肾衰竭。朱弗雷说医生给她四天的时间。她的家人后来在一份声明中说，“警方接到了电话，但说没有人可以赶到现场”，朱弗雷“受伤和瘀伤”，随后因傷勢恶化被送往医院。
4月25日，朱弗雷的家人称其已于西澳大利亚州尼尔加比的寓所中自杀身亡，享年41歲。據悉，其輕生前正與丈夫罗伯特處理離婚官司並争夺三个孩子的监护权。

## 延伸阅读
- Brown, Julie K. . 迈阿密先驱报. 2018年11月28日  [2025年5月1日]. （原始内容存档于2018年12月1日）.
- Brown, Julie K. . 迈阿密先驱报. 2018年11月28日  [2025年5月1日]. （原始内容存档于2019年8月15日）.
- Brown, Julie K. . 迈阿密先驱报. 2018年11月28日  [2025年5月1日]. （原始内容存档于2018年11月28日）.
- Bruck, Connie. . 纽约客. 2019年8月5日: 32–47  [2025年5月1日]. （原始内容存档于2019年7月31日）.